# Капітоновка (Вяземський район)
Капіто́новка (рос. Капитоновка) — село у складі Вяземського району Хабаровського краю, Росія. Адміністративний центр та єдиний населений пункт Капітоновського сільського поселення.

## Населення
Населення — 488 осіб (2010; 551 у 2002).
Національний склад (станом на 2002 рік):
- росіяни — 92 %